# Gina (revista de Bruguera)
Gina fue una revista juvenil femenina publicada en España entre 1978 y 1980 por Editorial Bruguera. Fue su directora Monserrat Vives.

## Trayectoria editorial
"Gina" vino a reemplazar a la fenecida "Christie" y, como ella, recuperaba material extranjero, en muchas ocasiones producido por autores españoles a través de Creaciones Editoriales:
| Fechas | Números | Título                           | Título original      | Autoría             | Procedencia                         |
| ------ | ------- | -------------------------------- | -------------------- | ------------------- | ----------------------------------- |
| 1978   |         | Gina                             |                      | Segura              | Nueva                               |
| 1978   |         | Mili y Eduardo                   |                      | Jesús Redondo       | Holanda, Agencia Oberon             |
| 1978   |         | Valentina                        | Valentina Mela Verde | Grazia Nidasio      | Italiana, de "Corriere dei Ragazzi" |
| 1978   |         | Margie y Nena                    |                      | Carlos Freixas      | I. P. C.                            |
| 1978   |         | Montse, la amiga de los animales |                      | Enrich              | Española                            |
| 1978   |         | Tica y sus amigos                |                      | Montse Vives/Jiaser | Española                            |
| 1979   |         | Agencia el Penúltimo Viaje       |                      | Segura              | Nueva                               |

Tras su desaparición en 1980, apareció "Esther" en su lugar.